# Krasne (powiat zamojski)
Krasne – wieś w Polsce położona w województwie lubelskim, w powiecie zamojskim, w gminie Stary Zamość.
W latach 1975–1998 miejscowość należała administracyjnie do województwa zamojskiego.
Wieś stanowi sołectwo gminy Stary Zamość. 
Wieś jest sołectwem w gminie Stary Zamość. Według Narodowego Spisu Powszechnego z roku 2011 wieś liczyła 565 mieszkańców.
Wierni Kościoła rzymskokatolickiego należą do parafii Wniebowzięcia Najświętszej Maryi Panny w Starym Zamościu.

## Historia
Według Słownika geograficznego Królestwa Polskiego z roku 1883 Krasne to wieś z folwarkiem w powiecie zamojskim, gminie i parafii Stary Zamość, odległy od siedziby gminy 5 wiorst, a od Zamościa wiorst 18. Wieś leży w lasach, na północnej granicy powiatu, przy trakcie bitym 1. rzędu z Lublina do Lwowa, posiadała domów dworskich dwa, włościańskich 60, ludności katolickiej 595 osób, żydów 9. Gospodarowano na ziemi żytniej o obszarze 882 mórg. Folwark należał do dóbr Stary Zamość.